# Marx-Engels-szobor (Berlin)
A berlini Marx-Engels-szobor a Marx-Engel-Forum nevű parkrészen található, közel a Karl Liebknecht utcához. A szobrot Ludwig Engelhardt készítette.
A Karl-Marx-Forum kialakítására a Német Demokratikus Köztársaság vezetése adott utasítást az 1980-as évek elején a második világháborúban teljesen megsemmisített, a Spree-folyó és az Alexanderplatz között elterülő belváros helyén. Az új parkban az életnagyságút meghaladó szobrot, amely Karl Marxot ülve, Friedrich Engelst állva örökíti meg, 1986-ban leplezték le. Mögöttük Werner Stötzer márvány domborművét állították fel, amelyen a német szocialista mozgalom történetének meghatározó eseményei láthatóak.
A kommunista hatalom 1990-es bukása után vita kezdődött arról, hogy mi legyen a Kommunista kiáltvány szerzőinek szobrával. A berliniek egy része úgy gondolta, hogy el kell távolítani a két filozófus szobrát, hiszen az az elnyomó kommunista rendszer emlékműve. Mások azonban úgy vélték, hogy a szobornak művészi és kulturális jelentősége miatt maradnia kell. Végül az utóbbi álláspont győzött.
A szobor egykor az azóta lebontott Köztársaság Palota (Palast der Republik), az NDK parlamentje mögött állt. A szobrot azért kellett áthelyezni jelenlegi helyére, mert útban volt az U5-ös metróvonal meghosszabbításakor. A szobrot 180 fokkal elforgatták, így a tudóspáros most az egykori Nyugat-Berlin felé néz.